# 谷光大
谷光 大（たにみつ ひろし、1943年6月4日 - 2018年2月24日）は、株式会社ジェイ・エム・エス元代表取締役社長。広島県三次市出身。

## 略歴
- 1967年 - 八幡大学（現九州国際大学）法経学部法律学科卒業[2]
- 1967年 - （株）日本メディカル・サプライ（現（株）ジェイ・エム・エス）入社
- 1984年 - 営業本部管理部長
- 1988年 - 取締役、海外事業部長
- 1992年 - 常務取締役、海外事業本部長
- 1998年 - 専務取締役、総務本部長
- 1998年 - 代表取締役
- 2000年 - 総合企画責任者
- 2002年 - ジェイ・エム・エス・サービス（株）代表取締役社長[3]
- 2003年 - （株）ジェイ・エム・エス代表取締役副社長
- 2005年 - 営業統括部長
- 2007年 - 代表取締役社長
- 2011年 - 取締役会長
- 2012年 - 取締役相談役
- 2013年 - 取締役退任

発注生産管理に於いてコンピューターでの一元管理システムの構築に貢献。
シンガポール子会社設立に携わった。
趣味は囲碁。